# Platyhypnidium intermedium
Platyhypnidium intermedium là một loài rêu trong họ Brachytheciaceae. Loài này được Herzog mô tả khoa học đầu tiên năm 1927.